# Reinhold Wellhof
Reinhold Wellhof, eigentlich Reinhold Wellhofsky, (* 30. Januar 1850 in Kronstadt; † 17. September 1909 in Berlin) war ein deutscher Theaterschauspieler und Sänger.

## Leben
Da die finanziellen Möglichkeiten der Familie keine Ausbildung zum Geistlichen oder Handwerker zuließen, kam der damals 16-jährige 1865 in seiner Heimatstadt zur Bühne. Als das Theater wegen schlechten Geschäftsgangs schließen musste, zog er als Volkssänger durchs Land. Sein nächstes festes Engagement hatte er für zwei Jahre mit kleineren Rollen am Stadttheater in Temeswar. Danach schloss er sich einer Wandertruppe an, mit der er zwei Jahre lang Rumänien, Slavonien und Südungarn bereiste. Von dort führte sein Weg über Ödenburg, wo er 1877/78 als Schauspieler und Regisseur tätig war nach Deutschland, wo er 1878 am Friedrich-Wilhelmstädtischen Theater in Berlin engagiert wurde. Dort blieb er bis zu seinem Tode, trat aber auch an anderen Berliner Bühnen auf (Theater Unter den Linden, Victoria-Theater, Theater des Westens und 1890–92 am Adolf-Ernst Theater).
Wellhof trat hauptsächlich in der Rolle des Operettenkomikers und in Possen auf, u. a. am 3. Oktober 1883 bei der Uraufführung von Eine Nacht in Venedig von Johann Strauss.